# Конференция католических епископов Хорватии
Хорватская конференция католических епископов (хорв. Hrvatska biskupska konferencija) — конференция католических епископов Хорватии. В её состав входит 20 человек: 16 епископов, возглавляющих 16 архиепархий и епархий Хорватии (включая Крижевецкую епархию византийского обряда Хорватской грекокатолической церкви), 3 епископа-помощника и глава военного ординариата Хорватии. Конференция была учреждена в 1993 году после того, как была распущена Югославская конференция, существовавшая с 1918 года. Конференцию возглавляет председатель, избираемый епископами на пятилетний срок.
Святой Престол признал независимость Хорватии 13 января 1992 года. После этого хорватский епископат внёс предложение о создании Хорватской конференции католических епископов, которая была учреждена указом Святого Престола 15 мая 1993 года.
Хорватская конференция католических епископов является полноправным членом Совета конференций католических епископов Европы, а в Совете конференций католических епископов Европейского союза имеет статус наблюдателя.

## Список председателей
1. кардинал Франьо Кухарич (1992—1997);
2. кардинал Йосип Бозанич (1997 — 18 октября 2007);
3. архиепископ Марин Сракич (2007—2012);
4. архиепископ Желимир Пулич (2012—2022);
5. архиепископ Дражен Кутлеша (2022 — по настоящее время).

## Состав конференции по данным на 2023 год
- Дражен Кутлеша, председатель, архиепископ Загреба;
- Милан Зграблич, архиепископ Задара;
- Йосип Бозанич, заместитель председателя, кардинал, бывший архиепископ Загреба;
- Марин Баришич, бывший архиепископ Сплита-Макарски;
- Иван Девчич, архиепископ Риеки;
- Джуро Хранич, архиепископ Джяково-Осиека;
- Зденко Крижич, епископ Госпича-Сеня;
- Вьекослав Хузьяк, епископ Бьеловара-Крижевцев;
- Томислав Рогич, епископ Шибеника;
- Владо Кошич, епископ Сисака;
- Йосип Мрзляк, епископ Вараждина;
- Антун Шкворчевич, епископ Пожеги;
- Слободан Штамбук, епископ Хвара;
- Мате Узинич, епископ Дубровника;
- Ивица Петаняк, епископ Крка;
- Никола Кекич, епископ Крижевцев (византийский обряд), глава Хорватской грекокатолической церкви;
- Мийо Горски, епископ-помощник архиепархии Загреба;
- Валентин Позаич, епископ-помощник архиепархии Загреба;
- Иван Шашко, епископ-помощник архиепархии Загреба;
- Юре Богдан, глава военного ординариата Хорватии.